# Мелитопољ
Мелитопољ (укр. Мелітополь, рус. Мелитополь) град је у Украјини, у Запорошкој области. Према процени из 2009. у граду је живело 158.440 становника.

## Становништво
Према процени, у граду је 2009. живело 158.440 становника.
| 1989.   | 2001.   | 2009.   |
| ------- | ------- | ------- |
| 173.385 | 160.657 | 158.440 |

## Градови побратими
- Брив ла Гајар
- Академички округ
- Борисов
- Пухавицки рејон
- Кедајњај
- Сливен